# Roullée
Roullée korábbi község Franciaország Loire mente régiójában, Sarthe megyében. 2015. január 1-jén öt másik korábbi községgel egyesült és az így létrejött Villeneuve-en-Perseigne új község része lett.
Lakosainak száma 237 fő (2018. január 1.). Roullée Saint-Léger-sur-Sarthe és Louzes községekkel határos.

## Népesség
A település népessége az elmúlt években az alábbi módon változott:
| Lakosok száma | 243  | 238  | 237  |
|               | 2015 | 2017 | 2018 |